# 시장참여자
시장참여자(Market participant) 혹은 시장참여자 예외란 미국헌법의 통상조항에 대한 예외로 주들이 타주 기업이나 주체를 차별할 수 있는 예외이다. 예를 들어 A주는 주정부 입찰에서 A주 내의 기업이나 근로자를 우대하는 정책을 펴는 것은 공권력의 행사가 아니므로 허용되는 것이다.

## 같이 보기
- 헌법
- 통상조항